# Пешан, Филип
Филип Пешан (чеш. Filip Pešán; род. 4 января 1978, Либерец, Северочешский край) — чешский хоккеист, нападающий. Известность получил в качестве тренера. С 2020 по 2022 год являлся главным тренером сборной Чехии по хоккею.

## Биография
Филип Пешан играл в хоккей в чемпионате Чехии (первая и вторая лиги) за команды «Били Тигржи Либерец», «Дечин»,  «Яблонец-над-Нисоу», «Бенатки-над-Йизероу», «Врхлаби». В 2005 году стал серебряным призёром Универсиады в австрийском Инсбруке. Закончил карьеру хоккеиста уже в возрасте 28 лет, в 2006 году. После этого уехал в Канаду.
В 2007 году вернулся в Чехию и начал тренерскую карьеру. Долгие годы работал в клубе «Били Тигржи Либерец», с которым в 2016 году стал чемпионом Экстралиги. Дважды (в 2016 и 2017 годах) признавался лучшим тренером чешского чемпионата. В сезоне 2017/18 был главным тренером  молодёжной сборной Чехии. Начиная с сезона 2020/21 занимает должность главного тренера основной сборной Чехии. На чемпионате мира 2021 года выбыл со своей командой в 1/4 финала. С мая по декабрь 2022 года работал в швейцарском клубе «Ажуа».

## Достижения

### Игрок
- Серебряный призёр Универсиады 2005

### Главный тренер
- Чемпион Экстралиги 2016

- Серебряный призёр Экстралиги 2017 и 2019
- Лучший тренер Экстралиги 2016 и 2017

## Семья
Супруга Филипа Пешана — бывшая чешская горнолыжница Луция Грсткова (16.07.1981 г.р.), участница Олимпийских игр 1998, 2002 и 2006 годов. У них двое детей: сын Патрик и дочь Елена.